# HD 38529
HD 38529 är en dubbelstjärna i den mellersta  delen av stjärnbilden Orion. Den har en skenbar magnitud av ca 5,95 och är svagt synlig för blotta ögat där ljusföroreningar ej förekommer. Baserat på parallax enligt Gaia Data Release 2 på ca 23,6 mas, beräknas den befinna sig på ett avstånd på ca 138 ljusår (ca 42 parsek) från solen. Den rör sig bort från solen med en heliocentrisk radialhastighet på ca 30 km/s.
Primärstjärnan HD 38529 A är en gul till vit underjättestjärna av spektralklass G8 III-IV, som också har klassificerats som en huvudseriestjärna av spektralklass G4 V.Den har en massa som är ca 1,5 solmassor, en radie som är ca 2,7 solradier och har ca 6,2 gånger solens utstrålning av energi från dess fotosfär vid en effektiv temperatur av ca 5 600 K.
Två substellära följeslagare är kända i omloppsbana kring HD 38529 A, varav en med en massa över deuteriumfusionsgränsen, som ofta används som skiljelinje mellan jätteplaneter och bruna dvärgar. Det finns en stoftskiva som ligger minst 86 AE från stjärnan. Dess omloppsbana är troligen avvikande från planetbanorna, med 21−45°.

## Planetsystem
År 2002 upptäcktes planeten HD 38529 b i omloppsbana kring stjärnan HD 38529 A av Debra Fischer et. al. med användning av dopplerspektroskopiteknik. Den har en massa på 78 procent av Jupiters och kretsar mycket nära stjärnan, strax utanför avståndsgränsen för heta Jupiter. Ett år senare hittades en massiv superjupiter, HD 38529 c, med en minsta massa på 12,7 Jupitermassor, som kretsar på ett avstånd av 3,68 AE. Astrometriska mätningar av Hipparcos-satelliten gav en bäst passande lutning på 160° och en sann massa 37 gånger Jupiters, vilket gjorde denna planet till en brun dvärg. Ytterligare studier av systemet med hjälp av Hubbleteleskopets astrometri reviderade massan av HD 38529 c nedåt till 17,7 Jupitermassor och angav närvaro av ytterligare en planet som kretsar i gapet mellan HD 38529 b och c. Den möjliga tredje planeten motbevisades efter att ytterligare mätningar av radiell hastighet samlats in.
| Planet | Massa                | Halv storaxel (AE) | Siderisk omloppstid (d) | Excentricitet   | Inklination | Radie |
| ------ | -------------------- | ------------------ | ----------------------- | --------------- | ----------- | ----- |
| b      | ≥ 0,8047 ± 0,0139 MJ | 0,1278 ± 0,0006    | 14,30978 ± 0,00033      | 0,259 ± 0,016   | -           | -     |
| c      | ≥ 16,76 ± 0,11 MJ    | 3,594 ± 0,018      | 2 133,54 ± 3,31         | 0,3472 ± 0,0057 | -           | -     |

## HD 38529 B
HD 38529 B är en vanlig följeslagare till HD 38529 A på ett projicerat avstånd av ca 12 000 astronomiska enheter. Stjärnan är en röd dvärg av spektraltyp M3.0V. Vida dubbelstjärnor som HD 38529 AB har visat sig vara sårbara för störningar av galaktiskt tidvatten och störningar från förbipasserande stjärnor.